# Enric Herce Escarrà
Enric Herce Escarrà (Barcelona, 1972) és un escriptor de ciència-ficció en català. Resideix a Reus. Ha guanyat diversos premis de narrativa breu i ha publicat més d’una dotzena de relats en diversos fanzins i revistes underground.

## Publicacions
- Friki[3] (Edimater, 2009) llibre infantil de ciència-ficció
- Ventanitas Manzana[4] (AJEC, 2011) novel·la d’humor fantàstic
- Simulacions de vida[5] (Males Herbes, 2014)
- Estació Boira[6] (Males Herbes, 2018)
- L'estrany Miratge[7] (Males Herbes, 2021)
- Ha publicat relats en els reculls 'Punts de fuga'[8] (Males Herbes, 2015), 'Deu relats ecofuturistes'[9] (Males Herbes, 2016) i 'Contes per al desconfinament'[10] (Males Herbes, 2020)